# Jan Franciszek Stadnicki
Jan Franciszek Stadnicki  herbu Szreniawa bez Krzyża ze Żmigrodu (ur. 1656, zm. 13 sierpnia 1713 w Krasnymstawie) – wojewoda wołyński w latach 1697-1713, chorąży nadworny koronny w latach 1687-1697, sędzia kapturowy ziemi sanockiej w 1696 roku, sędzia skarbowy ziemi sanockiej w 1690 roku, dziedzic Chrzanowa.

## Życiorys
Syn Wiktoryna, kasztelana przemyskiego; brat Józefa Antoniego Stadnickiego kasztelana lubaczowskiego. 
Służbę wojskową rozpoczął ok. 1667 w chorągwi pancernej w 1673 był porucznikiem. W 1678 ożenił się z Aleksandrą Barbarą ze Stadnickich, córką Andrzeja Samuela, która wniosła mu bogate dobra leskie. W grudniu 1680 na sejmiku województwa ruskiego obrano go posłem na sejm w 1681 posłował również w 1683. 19 października 1685 otrzymał deklarację królewską na urząd chorążego nadwornego koronnego. Podczas bezkrólewia po śmierci Jana III podpisał na sejmiku wiszeńskim 27 lipca 1696 akt konfederacji województwa ruskiego i został rotmistrzem ziemi sanockiej. 
Poseł ziemi sanockiej na sejm 1693 roku. Był na sejmie elekcyjnym 1696, początkowo opowiedział się po stronie księcia Franciszka Conti. 5 lipca 1697 roku podpisał w Warszawie obwieszczenie do poparcia wolnej elekcji, które zwoływało szlachtę na zjazd w obronie naruszonych praw Rzeczypospolitej. Wkrótce jednak przeszedł na stronę elektora saskiego Fryderyka Augusta, uczestniczył w Krakowie w koronacji Augusta II, a następnie w sejmie koronacyjnym. Na sejmie pacyfikacyjnym 1699 wszedł do komisji do zabezpieczenia granic z Węgrami. W lutym 1702 uczestniczył w radzie senatu w Warszawie. Wyznaczony został w 1703 w skład komisji do rewizji skarbu koronnego, a także ponownie do komisji granicznej z Węgrami oraz na rezydenta do boku króla. W sierpniu 1704 w Lesku ponownie zjawili się Szwedzi, wcześniej złupili zamek w Lesku w 1702 aresztując Stadnickiego i wywożąc go do Jarosławia. Gdy w 1706 wojska szwedzkie zajęły Wołyń, został zmuszony do wydania uniwersałów do tamtejszej szlachty, zapewne wzywających do poparcia Stanisława Leszczyńskiego. Utrzymywał jednak stałą korespondencję z wiernym Augustowi II podkanclerzym koronnym Janem Szembekiem, donosząc mu o wszystkich swoich kontaktach ze Szwedami i Leszczyńskim. Próbował ukryć się przed Szwedami. 7 lutego 1707 podpisał akt poparcia konfederacji sandomierskiej we Lwowie. W latach 1707–1710 działał na forum sejmiku ziemi sanockiej. W 1708 został wicemarszałkiem sądów fiskalnych, zajmował się też organizowaniem ochrony ziemi przed rozbójnikami. Pod koniec 1712 był w Lublinie i Warszawie, w styczniu 1713 musiał wrócić w przemyskie, aby chronić swe tamtejsze dobra przed łupiącymi je wojskami, w lutym był już na radzie senatu w Warszawie. Zmarł w Krasnymstawie, pochowano go w Lesku 28 lutego 1714. 
Skupował dobra za znaczne sumy, nabył Iwonicz, Płonną z kluczem dóbr ziemskich, Niebieszczany z przyległościami, Wojutycze, Bukowsko, Tokarnię, Radoszyce i Arłamów. Posiadał także miasteczko Turzysk w wołyńskim. Po śmierci S-ego w skarbcu znaleziono 520 799 zł w tynfach, szelągach, talarach bitych i monecie czeskiej. Z małżeństwa z Aleksandrą Barbarą ze Stadnickich  pozostawił córkę Annę (zm. 1733), żonę Piotra Konstantego Stadnickiego kasztelana wojnickiego, i dwóch synów: Józefa Ignacego (1686–1715), i Kazimierza (1696–1718), starostę libuskiego. Podjął odbudowę zamku leskiego po zniszczeniach szwedzkich, odtworzył ogród w stylu włoskim z rzeźbami i fontanną. Był fundatorem klasztoru Karmelitów Bosych w Zagórzu. Ufundował prebendę św. Jana Chrzciciela w Lesku (1713), a także kościół murowany pw św. Katarzyny w Wojutyczach.